# Dickiet

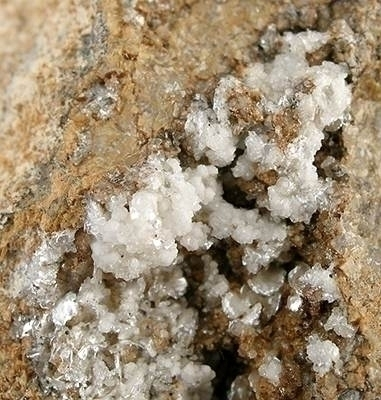
Dickiet

Het mineraal dickiet is een fyllosilicaat in een verbinding met aluminium en vier hydroxylgroepen, een aluminium-silicaat met de molecuulformule Al2Si2O5(OH)4. Het hoort binnen de kleimineralen tot de kaoliniet-groep. Het mineraal is naar de scheikundige AB Dick genoemd uit Schotland. Het heeft geen duidelijke kleur of is wit, grijs, blauw of bruingeel, het heeft een parelglans en een witte streepkleur. Het heeft een monoklien kristalstelsel en de splijting is perfect volgens kristalvlak [001]. De massadichtheid is 2,6 kg/dm3, de hardheid is 1,5 tot 2 en het is niet radioactief.
Dickiet is een polymorf kleimineraal met dezelfde samenstelling als kaoliniet, halloysiet en nacriet en komt als zodanig in schalies en andere sedimentaire gesteenten voor.